# 中央通り (四日市市)
中央通り（ちゅうおうどおり）は、三重県四日市市本町にあるJR関西本線 四日市駅から、同市安島にある近鉄名古屋線・湯の山線 近鉄四日市駅の高架下を通過し、鵜の森までの約1.9kmの大通り。

## 概要
第二次世界大戦の四日市空襲により廃墟となった中心市街地を区画整理して生み出された。中央分離帯があり、歩道を含めて道幅は70メートルあるため70メートル道路と呼ばれる。
通りにはクスノキ並木が形成され、読売新聞が1994年（平成6年）に選定した新・日本街路樹百景の1つとなっている。

### 駐車場
この道路の地下には、株式会社ティア四日市が運営するくすの木パーキングがある。くすの木パーキングは、地下1 - 2階にある地下駐車場である。

### 公共交通機関
この道路は、三重交通バスが運行する路線バスや、スクールバス、三岐鉄道が運行する三岐バスなどが走る。また、国道1号とも交差する。